# Eucera atriventris
Eucera atriventris är en biart som först beskrevs av Smith 1854.  Eucera atriventris ingår i släktet långhornsbin, och familjen långtungebin. Inga underarter finns listade i Catalogue of Life.